# Cedric Price
Cedric John Price, né le 11 septembre 1934 à Stone dans le Staffordshire et mort le 10 août 2003 à Londres, est un architecte britannique.

## Biographie
Cedric Price, fils de l'architecte A.J. Price, étudie au St John's College de l'Université de Cambridge de 1952 à 1955, puis à l'Architectural Association School of Architecture de Londres de 1955 à 1957, où il est l'élève de Arthur Korn,.
Il débute en 1956 auprès de Ernö Goldfinger sur l'exposition This is Tomorrow à la Whitechapel Art Gallery. Il y rencontre Frank Newby (en), Alison et Peter Smithson, mais aussi Reyner Banham, qui devient son ami. En 1958, il devient professeur à  l'Architectural Association School of Architecture, où il enseigne pendant six ans, et travaille également dans l'agence Fry, Drew & Partners. En 1959, il rencontre et se lie d'amitié avec l'architecte américain Richard Buckminster Fuller, dont les recherches inspireront ses travaux. Il fonde sa propre agence nommée Cedric Price Architects en 1960. 

## Réalisations

### Principales réalisations

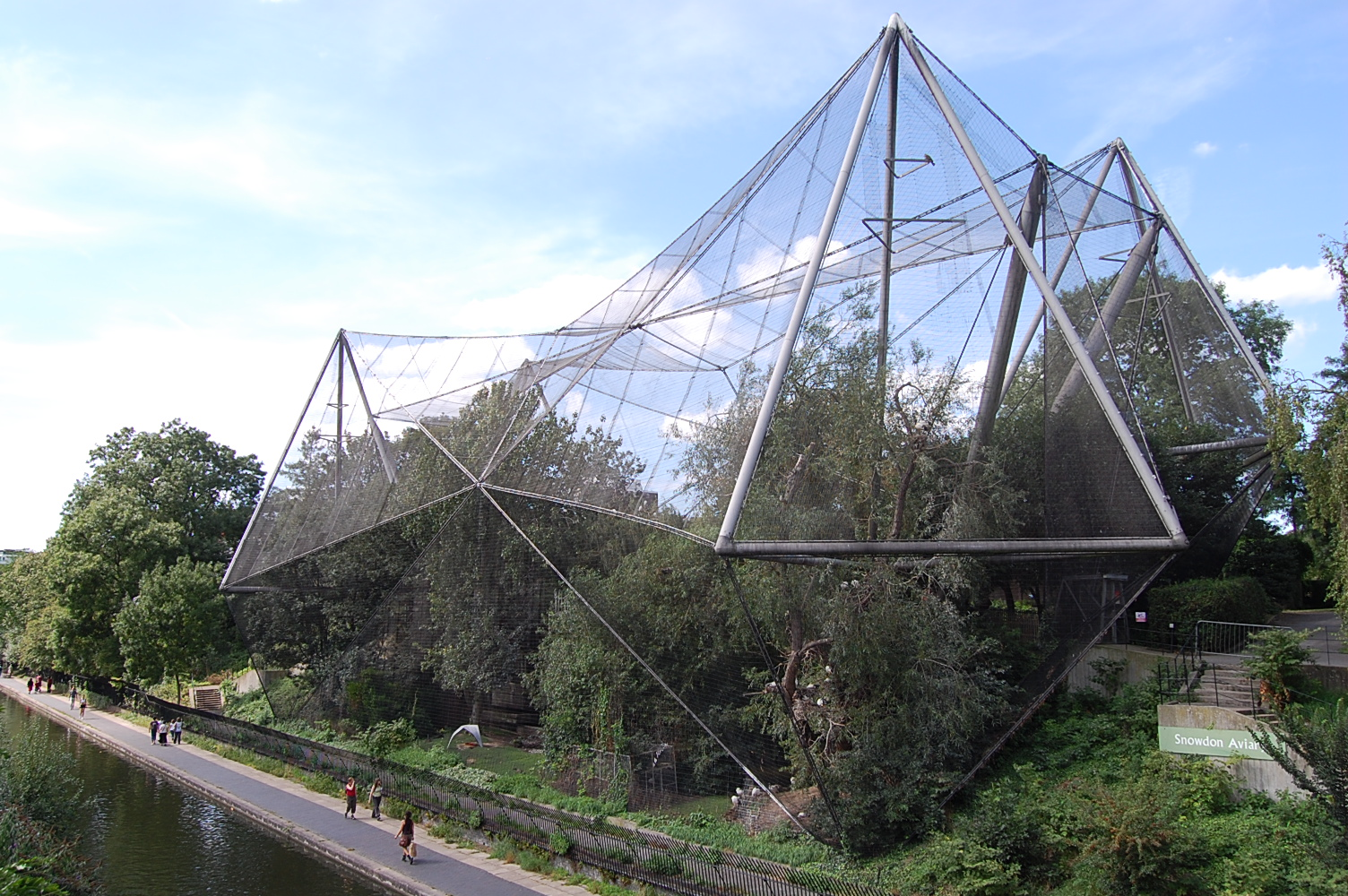
Snowdon Aviary - Zoo de Londres

Sa première réalisation en 1961, en collaboration avec l'ingénieur Frank Newby et Lord Snowdon, est la Snowdon Aviary pour le zoo de Londres. Il s'agit d'une structure tridimensionnelle de 24 mètres de haut et de 45 mètres de long, composée de quatre tétraèdres en aluminium et d'un réseau de câbles acier, recouverts d'un maillage en aluminium.

La réputation de Cedric Price est principalement due au radicalisme de ses projets. 

Celui du Fun Palace, développé avec Joan Littlewood à partir de 1961, a contribué à faire de lui un des architectes les plus innovants et provocateurs du Royaume-Uni bien qu'il n'ait pas été réalisé. Ce projet pour un centre d'arts interdisciplinaire avait pour but de créer un espace pouvant accueillir différentes activités comme la danse, la musique, ou le théâtre. Cedric Price pensait qu'à travers l'usage des nouvelles technologies, le public pourrait avoir un contrôle sans précédent sur son environnement, donnant naissance à des bâtiments pouvant répondre aux besoins et activités des visiteurs. Le Fun Palace a été pensé comme un espace flexible et indéterminé, produit par des grues redéployant un ensemble de différentes parties selon les besoins, au moyen d’un système contrôlé cybernétiquement. 

Le projet de Potteries Thinkbelt, développé en 1964, fait également partie des concepts les plus provocateurs et innovants de l'époque. Il propose de réutiliser une ancienne zone industrielle située dans le Staffordshire, constituée de voies ferrées, d'usines et d'entrepôts, laissés à l'abandon après la seconde guerre mondiale. Le projet de Price avait pour ambition de redynamiser cette zone en transformant les friches industrielles en une grande université, afin de créer une nouvelle identité à la communauté. Le projet, qui réutilise les infrastructures existantes et prévoit des résidences pour les étudiants, devait être une fusion entre université, laboratoire, et usine. Il s'agit de l'un des premiers exemples de réutilisation, restructuration et revitalisation d'une friche abandonnée, qui a inspiré de nombreux projets par la suite. 

Le projet Magnets, un des derniers projets de Price, envisageait la création de 10 structures mobiles dont le but était de stimuler les interactions sociales et de créer de nouvelles situations de déplacement dans la ville. Ce projet proposait d'utiliser l'espace aérien pour créer de l'espace public, et offrait des vues inattendues aux piétons. Conçu pour anticiper et encourager le changement et l'expansion, ce projet a été accueilli avec scepticisme. 

Une rétrospective à la biennale d'architecture de Venise de 2010 a été consacrée à son travail. L'exposition VENIC VENIC, mise en scène par Hans Ulrich Obrist et Samantha Hardingham, accompagne le lancement d'un site internet contenant des centaines d'entretiens avec Cedric Price. Cette exposition a été ensuite présentée en 2011 à l'Architectural Association de Londres avec des documents additionnels sous le titre Wish We Were Here sous le commissariat de Jan Nauta and the Public Occasion Agency.  L'exposition a été ensuite reprise sous le titre de CEDRIC PRICE: The Dynamics of Time, à bureau europa à Maastricht en 2015 qui a commissionné pour l'occasion le projet Memory Bank réalisé par The Office for Nonfiction Storytelling et Studio Nauta qui présente une série d'entrevues avec tout un réseau de personnes proches de Price. L'archive de Cedric Price est conservée au Centre canadien d'architecture qui a également organisé des expositions sur son travail avec Cedric Price : de tout temps en 1999 sous le commissariat de Cedric Price lui-même ou encore Et si on parlait de bonheur sur le chantier ? en 2017, une exposition présentant le rapport commandé par Alistair McAlpine en 1973 à Price qui contient une étude des conditions de travail sur les chantiers de construction et des propositions de l'architecte en vue de les améliorer. 

### Philosophie
Le travail de Cedric Price explore le potentiel de l'architecture à participer au changement, à la croissance intellectuelle et au développement social. Il défend l'idée d'une architecture impermanente : un bâtiment n'est pas fait pour durer, mais au contraire pour évoluer. Selon lui, le temps est la quatrième dimension à prendre en compte dans la conception d'un bâtiment. Il redéfinit le rôle de l'architecte, dont la responsabilité est d'anticiper le changement afin de le mettre à la disposition de la société.  Par ailleurs, il s'intéresse aux structures légères et aux nouvelles technologies. L'esthétique de son architecture s'inspire de l'architecture industrielle.

### Projets et réalisations
- 1960 : Mostyn Bar, Londres
- 1961 : Zoo Aviary, Londres
- 1961 : Fun Palace, Londres
- 1962 : Robert Fraser Galley, Londres
- 1962 : Claverton Dome, Bath
- 1962 : Circlorama Glasgow Fair, Glasgow
- 1964 : Potteries Thinkbelt, Staffordshire
- 1964 : National School Plan
- 1965 : Pop-up Parliament, Londres
- 1966 : Oxford Corner House, Londres
- 1966 : Steel Housing Competition
- 1966 : British Airports Authority Office, Aéroport de Londres
- 1966 : Atom – projet de ville nouvelle, USA
- 1967 : BTDB Computer Centre, Middx
- 1969 : Detroit Thinkgrid, USA
- 1969 : Birmingham & Midland Institute HQ, Birmingham
- 1969 : Non-Plan
- 1971 : Munich Olympic Village, Munich, Allemagne
- 1971 : Inter-Action Centre, Londres
- 1971 : Blackpool Restaurant
- 1972 : Two-Tree Island, Estuaire de la Tamise
- 1972 : Southend Roof
- 1976 : Generator, Floride, USA
- 1976 : 40 London Architects Exhibitions
- 1981 : CP Aviary, Université de Londres
- 1983 : South Bank Development, Londres
- 1984 : Stowe Planning
- 1996 : Magnet City, Londres